# Comté de Pontotoc (Oklahoma)
Pour les articles homonymes, voir Comté de Pontotoc.
Le comté de Pontotoc est un comté situé dans l'État de l'Oklahoma, aux États-Unis. Le siège du comté est Ada. Selon le recensement de 2000, sa population est de 35 143 habitants.

## Comtés adjacents
- Comté de Seminole (nord)
- Comté de Hughes (nord-est)
- Comté de Coal (sud-est)
- Comté de Johnston (sud)
- Comté de Murray (sud-ouest)
- Comté de Garvin (ouest)
- Comté de McClain (nord-ouest)
- Comté de Pottawatomie (nord-ouest)

## Principales villes
- Ada
- Allen
- Byng
- Fitzhugh
- Francis
- Roff
- Stonewall